# Нік Сабо
Нік Сабо (англ. Nick Szabo) — вчений у галузі інформатики, криптографії, а також в області права, відомий у зв'язку з дослідженнями в області розумних контрактів і криптовалюти. Має угорське походження. Закінчив Вашингтонський університет (University of Washington) в 1989 році з дипломом з інформатики (computer science). Має звання почесного професора в Universidad Francisco Marroquín.
Поняття розумний контракт (англ. smart contract) було розроблено Сабо з метою використання розвинених методів договірного права в протоколах електронної комерції в Інтернеті.
У 1996 році Сабо стверджував, що мінімальний розмір мікроплатежів визначається не стільки технологією, скільки розумовими зусиллями, необхідними для оцінки продукту й ухвалення рішення, або, за його словами, «розумовою вартістю транзакцій».

## Цифрове золото (Bit Gold)
У 1998 році Сабо розробив алгоритм децентралізованої цифрової валюти, яку він назвав цифровим золотом (bit gold). Ця ідея не була реалізована на практиці, але була названа «попередником архітектури Біткойн».
Згідно алгоритму bit gold, учасники мережі вкладають свої обчислювальні ресурси для вирішення криптографічного завдання. Знайдені рішення поширюються по мережі bit gold, включаються у відкритий реєстр транзакцій і прив'язуються до відкритого ключа учасника, який вирішив задачу. Кожне рішення стає частиною наступного завдання, створюючи таким чином все більший ланцюжок (блокчейн). Це властивість системи дає можливість перевіряти транзакції і проставляти позначки, оскільки учасники не можуть розпочати роботу над новою задачею поки більшість не погодиться прийняти рішення попередньої. Відкритий реєстр транзакцій володіє певною властивістю надійності в умовах недовіри сторін, яка розглядається в рамках так званої проблеми Візантійських генералів.
Проектуючи систему електронних грошей неминуче доводиться вирішувати проблему подвійної витрати. Дані можуть бути легко скопійовані. У більшості систем ця проблема вирішується шляхом передачі якоїсь частини контролю над системою центрального авторитету, який веде облік стану рахунків учасників. Це рішення було неприйнятним для Сабо: «Я намагався відтворити, наскільки це можливо в кіберпросторі, характеристики безпеки і довіри як у золота, головним чином відсутність необхідності в центральній довіреній особі».

## Зв'язок з Біткойном
Нік Сабо, Business Insider
У 2008 році дехто відомий під ім'ям Сатосі Накамото (англ. Satoshi Nakamoto) опублікував опис системи Біткойн. Особистість Накамото залишається загадкою, що призвело до появи здогадок і довгого списку людей, підозрюваних у тому, що вони є Накамото. Сабо знаходиться у цьому списку незважаючи на його заперечення.
Розслідування письменником в області фінансів Домініком Фрісбі (англ. Dominic Frisby) виявило непрямі свідчення, але, як він сам визнав, немає доказів, що Сабо є Сатосі. Виступаючи по телебаченню, він сказав: «Я прийшов до висновку, що в усьому світі є тільки одна людина, яка володіє такою широтою таких специфічних знань, і це він...». У липні 2014 року в Сабо написав в електронному листі Фрісбі: «Спасибі, що повідомили мені. Боюся, що ви помиляєтеся виявляючи мене як Сатосі, але я до цього звик».
Натаніель Поппер (англ. Nathaniel Popper) писав у The New York Times, що «найбільш переконливі свідчення вказують на самітницького американця угорського походження на ім'я Нік Сабо.» У 2008 році перед публікацією Біткойна Сабо написав коментар у своєму блозі про намір втілити в життя свою гіпотетичну валюту.
У 2015 році в системі Ethereum, також заснованої на блокчейні, одна з дробових частин токена ether була названа szabo.